# Phyllonorycter turanica
Phyllonorycter turanica is een vlinder uit de familie mineermotten (Gracillariidae). De wetenschappelijke naam is voor het eerst geldig gepubliceerd in 1931 door Gerasimov.
De soort komt voor in Europa.